# Mastodon (Lokomotive)

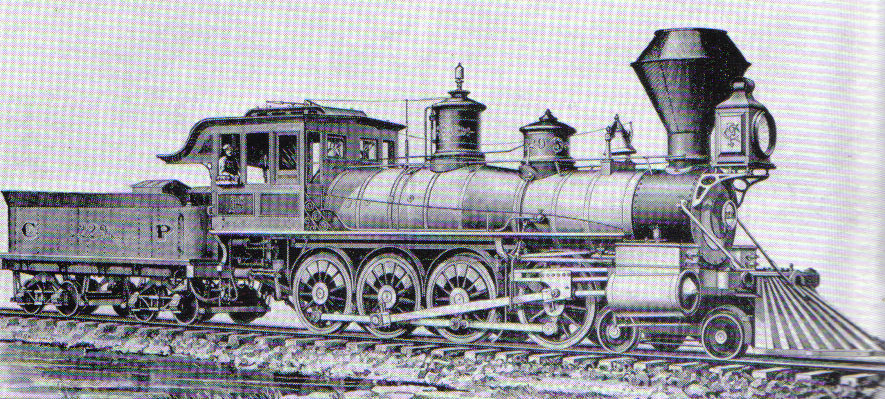
Die 1882 erbaute Mastodon der Central Pacific Railroad, ihr Name diente als Bezeichnung für alle Lokomotiven mit der Achsfolge 2’D

Als Mastodon oder auch Twelve-Wheeler werden vor allem im nordamerikanischen Sprachgebrauch Dampflokomotiven mit der Achsfolge 4-8-0 nach der Whyte-Notation, die der deutschen Bauartbezeichnung 2’D entspricht, bezeichnet. Sie besitzen ein vorauslaufendes zweiachsiges Drehgestell und vier gekuppelte Achsen. Ursprünglich wurden sie vorwiegend als Güterzuglokomotiven und für den Einsatz auf Strecken mit schwierigen Steigungsverhältnissen gebaut. Im Laufe der Entwicklung entstanden Lokomotiven dieser Achsfolge auch als Mehrzweck-, Personenzug- und Schnellzuglokomotiven. Überwiegend wurden Schlepptenderlokomotiven mit dieser Achsfolge gebaut, in geringem Umfang auch Tenderlokomotiven. Die Bezeichnung Mastodon wird gelegentlich auch für Dampflokomotiven mit der sehr selten verwendeten Achsfolge 2’E verwendet, die in Nordamerika nach der einzigen dort jemals erbauten Lokomotive dieser Achsfolge auch als El Gobernador bezeichnet wird.

## Geschichte

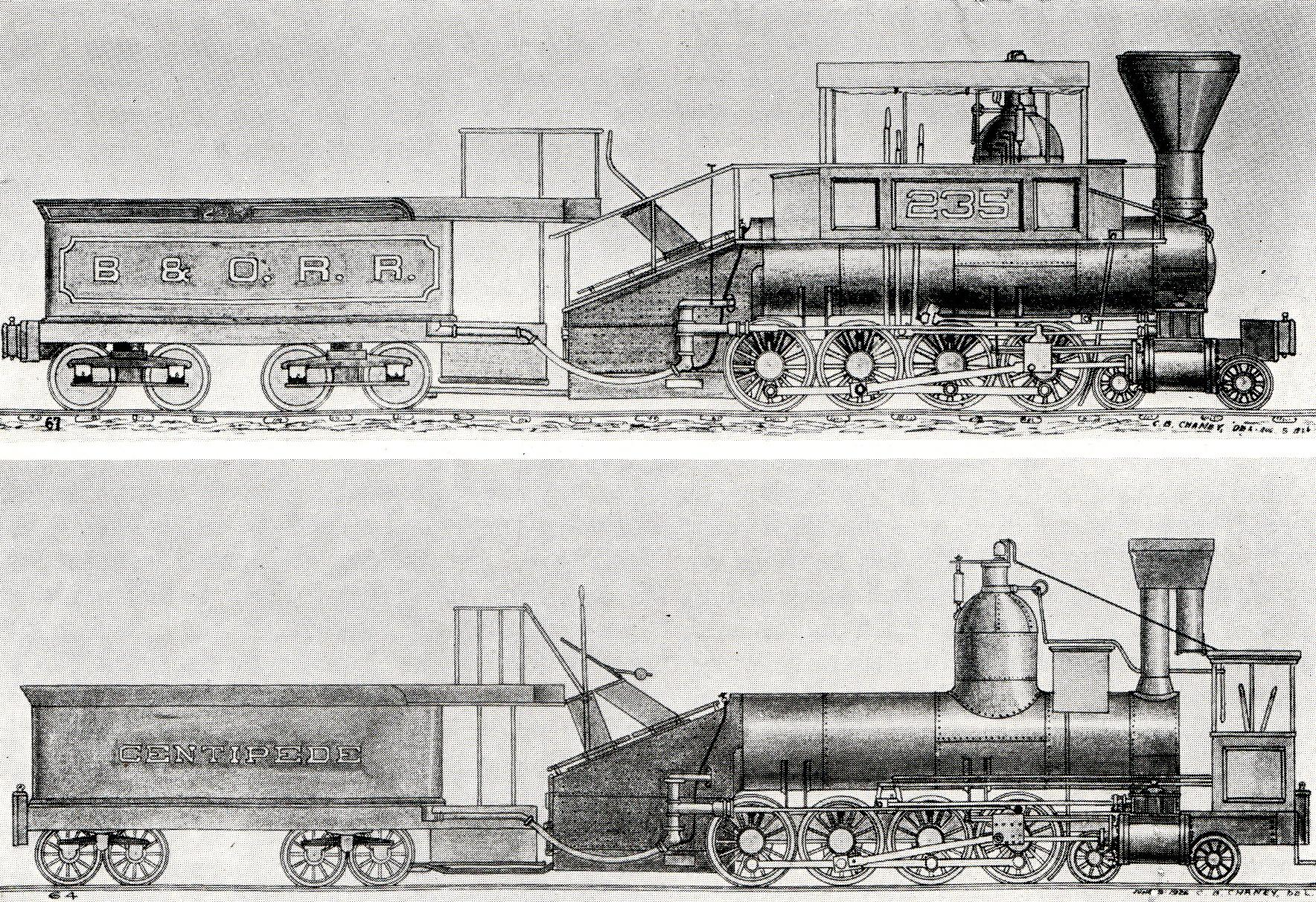
Die 1855 erbaute Centipede der B&O war die erste Lokomotive der Achsfolge 2’D

Die erste Lokomotive mit einem Vorlaufgestell und vier Kuppelachsen war die ab 1855 für die Baltimore and Ohio Railroad (B&O) gebaute Centipede. Zunächst war sie mit einem vorne liegenden Führerstand ausgeführt, einige Jahre später wurde sie in eine Camelback-Lokomotive umgebaut. Das Einzelstück blieb immerhin fast 20 Jahre im Dienst, fand aber zunächst keine Nachfolger.
Erst 1882 entstand mit der Lokomotive Nr. 229 Mastodon der Central Pacific Railroad (CP) die nächste 2’D-Lokomotive. Ihr Name wurde zur Bezeichnung dieser Achsfolge, wobei in den USA alternativ auch die Bezeichnung Twelve Wheeler verbreitet war. Bei Testfahrten auf der Strecke der Central Pacific in der Sierra Nevada zeigte sich die Maschine deutlich leistungsfähiger als die bislang eingesetzten Ten-Wheeler und American-Lokomotiven, so dass 20 weitere Exemplare in Auftrag gegeben wurden. Die Mastodon blieb über 50 Jahre im Dienst und wurde erst 1935 ausgemustert. In den Folgejahren beschafften die CP und die sie inzwischen beherrschende Southern Pacific Railroad (SP) diverse weitere Lokomotivklassen dieser Achsfolge, insgesamt über 100 Stück.
In den USA fand die Achsfolge letztlich relativ wenig Verbreitung. Außer der CP/SP beschafften nur wenige Bahngesellschaften Mastodon-Lokomotiven. Zu diesen zählte die Norfolk and Western Railroad (N&W), die ab 1908 mehrere Serien erhielt. Bei der N&W wurden sie als Mollies bezeichnet und blieben bis in die 1950er Jahre im Dienst. Bei anderen Bahngesellschaften wurden sie bereist in den 1930er und 1940er Jahren ausgemustert.
Außerhalb der USA und Nordamerika kam die Achsfolge erst gegen Ende des 19. Jahrhunderts zum Einsatz. Weite Verbreitung fand sie ab 1892 in Südafrika und in den Folgejahren auch in anderen britischen Kolonien in Afrika. 1894 folgten mit der Lieferung von Mastodon-Lokomotiven für die Central do Brasil die ersten Lokomotiven dieser Achsfolge in Südamerika; bis 1949 erhielten auch Bahngesellschaften in Argentinien, Peru und Kolumbien 2’D-Lokomotiven.
In Europa kam die erste Serie von 2’D-Lokomotiven mit den Gebirgslokomotiven der späteren Gruppo 750 ab 1902 bei der Rete Mediterranea in Italien zum Einsatz. Die 40 beschafften Maschinen waren vor allem für den Einsatz auf den Steilrampen der beiden Strecken über den Giovipass vorgesehen. In den Folgejahren bis zum Ersten Weltkrieg beschafften auch Bahngesellschaften in Frankreich, Norwegen und Spanien Lokomotiven dieser Achsfolge. Während des Krieges folgte Österreich. In der Zwischenkriegszeit kamen mit Ungarn, Polen, Schweden, der Sowjetunion und der Türkei weitere Länder dazu. Große Stückzahlen wurden jedoch nur in Spanien, Ungarn und Frankreich in Dienst gestellt, in den übrigen europäischen Ländern erreichten die Stückzahlen mit Ausnahme der 100 Exemplare der sowjetischen Reihe М lediglich zweistellige Werte.
Tenderlokomotiven in dieser Achsfolge blieben selten. In Europa beschafften Bahngesellschaften in Frankreich, Großbritannien und Irland kleinere Stückzahlen solcher Maschinen, die in der Regel für schwere Rangierdienste vorgesehen waren, wie beispielsweise die Klasse X der britischen North Eastern Railway (NER).

## Mastodon-Lokomotiven in ausgewählten Ländern

### Deutschland
Lokomotiven dieser Achsfolge wurden von deutschen Bahngesellschaften nicht beschafft, weder als Schlepptender- noch als Tenderlokomotive. Zwischen 1938 und 1945 ordnete die Deutsche Reichsbahn (DR) jedoch Lokomotiven österreichischer und polnischer Herkunft als Baureihe 33 in ihren Bestand ein. Nach 1945 setzte die DR in der SBZ bis 1950 noch einige Exemplare der ungarischen Reihe 424 ein. Die Maschinen wurden anschließend nach Ungarn zurückgegeben, sie erhielten keine deutschen Betriebsnummern und wurden nicht in den Bestand der DR aufgenommen.

### Österreich

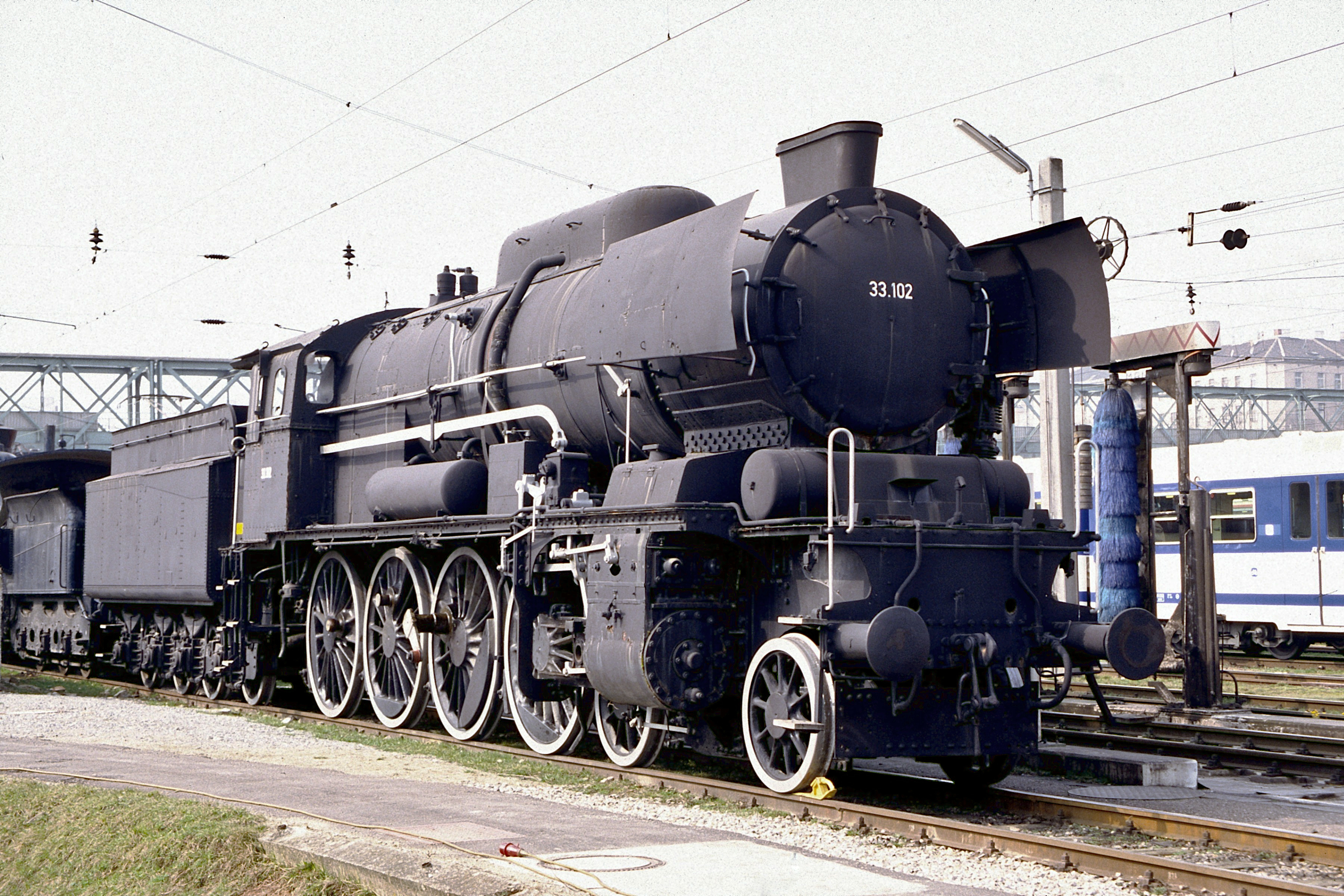
Lokomotive 33.102 der ÖBB als Museumslokomotive 1999 in Wien Westbahnhof

Die ersten österreichischen Mastodon-Lokomotiven beschaffte 1915 die private Südbahngesellschaft (SB). Die zwei Exemplare der Reihe 570 waren als Schnellzuglokomotiven für die diversen Rampenstrecken der Südbahngesellschaft im Alpenraum vorgesehen, so etwa auf der Semmeringbahn oder der Strecke zwischen Laibach und Triest. Auch die Kaschau-Oderberger Bahn (KsOd) beschaffte Lokomotiven dieses Typs, der sich bei der Südbahn jedoch nicht so recht bewährte, weshalb keine größere Serie folgte. Nach dem Krieg dienten die 570er als Vorbild für die Reihe 113 der BBÖ, die sich deutlich besser bewährte, so dass die letzten Exemplare in Österreich bis 1968 im Dienst blieben. Einige Exemplare der Reihe 113, die nach dem Zweiten Weltkrieg ihre zwischenzeitliche deutsche Bezeichnung als Baureihe 33.1 behielt, kamen 1945 nach Jugoslawien und wurden von den dortigen Staatsbahnen JDŽ als Baureihe 10 eingeordnet. Nach dem Vorbild der Reihe 113 erhielt ab 1925 auch die polnische Staatsbahn PKP mit der Reihe Os24 insgesamt 60 fast baugleiche Lokomotiven.
- SB 570, Baujahr 1915, 2 Stück
- KsOd It, Baujahr 1917, 5 Stück[Anmerkung 1]
- BBÖ 113, Baujahre 1923–1928, 40 Stück

### Frankreich

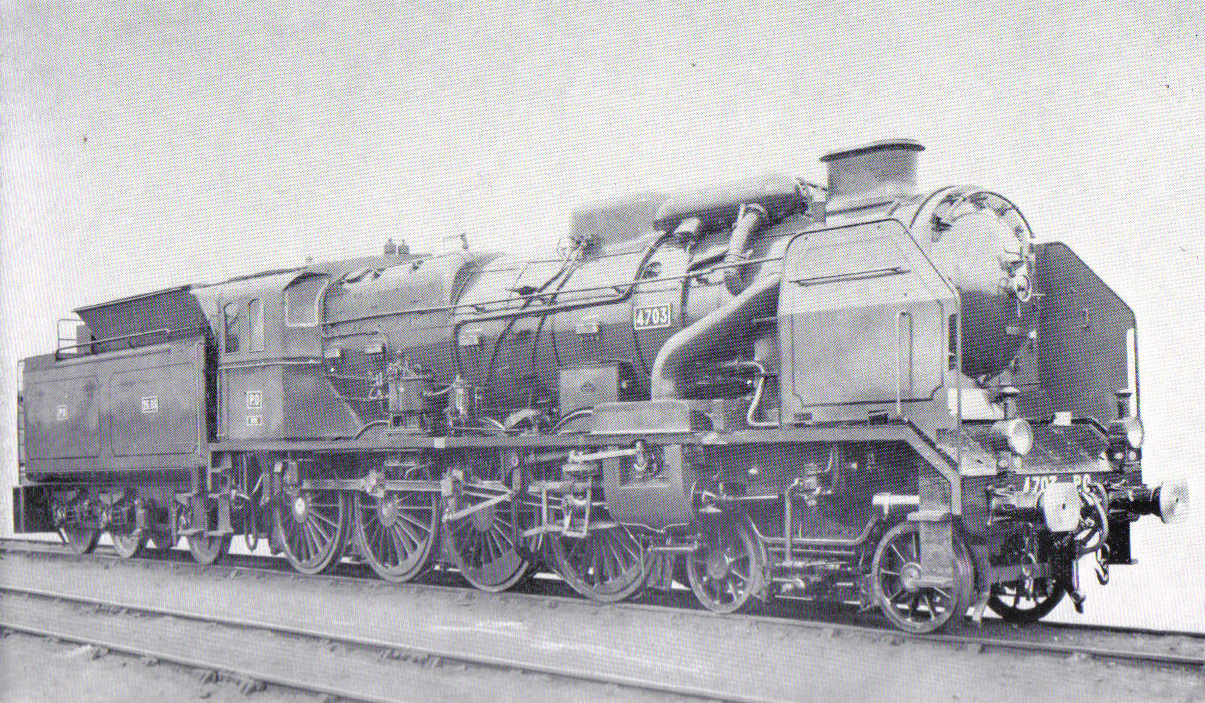
Lokomotive 4703 der von André Chapelon entworfenen Umbauten der Reihe PO 4700

Bereits 1904 entstanden erste Lokomotiven dieser Achsfolge in Frankreich, allerdings als Tenderlokomotiven. Für die Chemin de Fer de Petite Ceinture lieferte die Société Alsacienne de Constructions Mécaniques in Belfort fünf schwere Lokomotiven für die Bespannung von Übergabezügen zwischen den verschiedenen, über die petite Ceinture erreichbaren Pariser Güter- und Rangierbahnhöfen. Ab 1914 beschaffte auch die südfranzösische Chemins de fer du Midi (MIDI) Tenderlokomotiven dieser Achsfolge für den Einsatz auf der anspruchsvollen Ligne des Causses im Zentralmassiv. Schlepptenderlokomotiven für den schweren Güterverkehr entstanden ab 1907 in einer großen Serie für die Paris-Lyon-Méditerranée (PLM). Die bekanntesten französischen 2’D-Lokomotiven waren Umbauten von Schnellzuglokomotiven aus Pacifics, die nach einem Entwurf von André Chapelon ab 1932 entstanden, zunächst für die Chemin de fer de Paris à Orléans (P.O.). Ab 1940 entstanden weitere Exemplare für die nunmehrige Staatsbahn SNCF als Reihe SNCF 240 P für den Einsatz vor allem auf der Ligne imperiale zwischen Paris und Lyon. Obwohl die Lokomotiven zu den leistungsfähigsten französischen Schnellzugdampflokomotiven gehörten, wurden sie bereits kurz nach der durchgehenden Elektrifizierung ihrer Einsatzstrecke ausgemustert. Auch die übrigen französischen Mastodon-Lokomotiven beendeten ihren Dienst spätestens Anfang der 1950er Jahre.
- Ceinture 4.001–4.005, Baujahr 1904, 5 Stück[Anmerkung 2]
- PLM 4701–4982, Baujahre 1907–1910, 282 Stück
- Midi 4301, Baujahre 1913–1922, 18 Stück[Anmerkung 3]
- PO 4700, Baujahre 1932–1933, 12 Stück[Anmerkung 4]
- SNCF 240 P, Baujahre 1940–1941, 25 Stück[Anmerkung 5]

### Norwegen

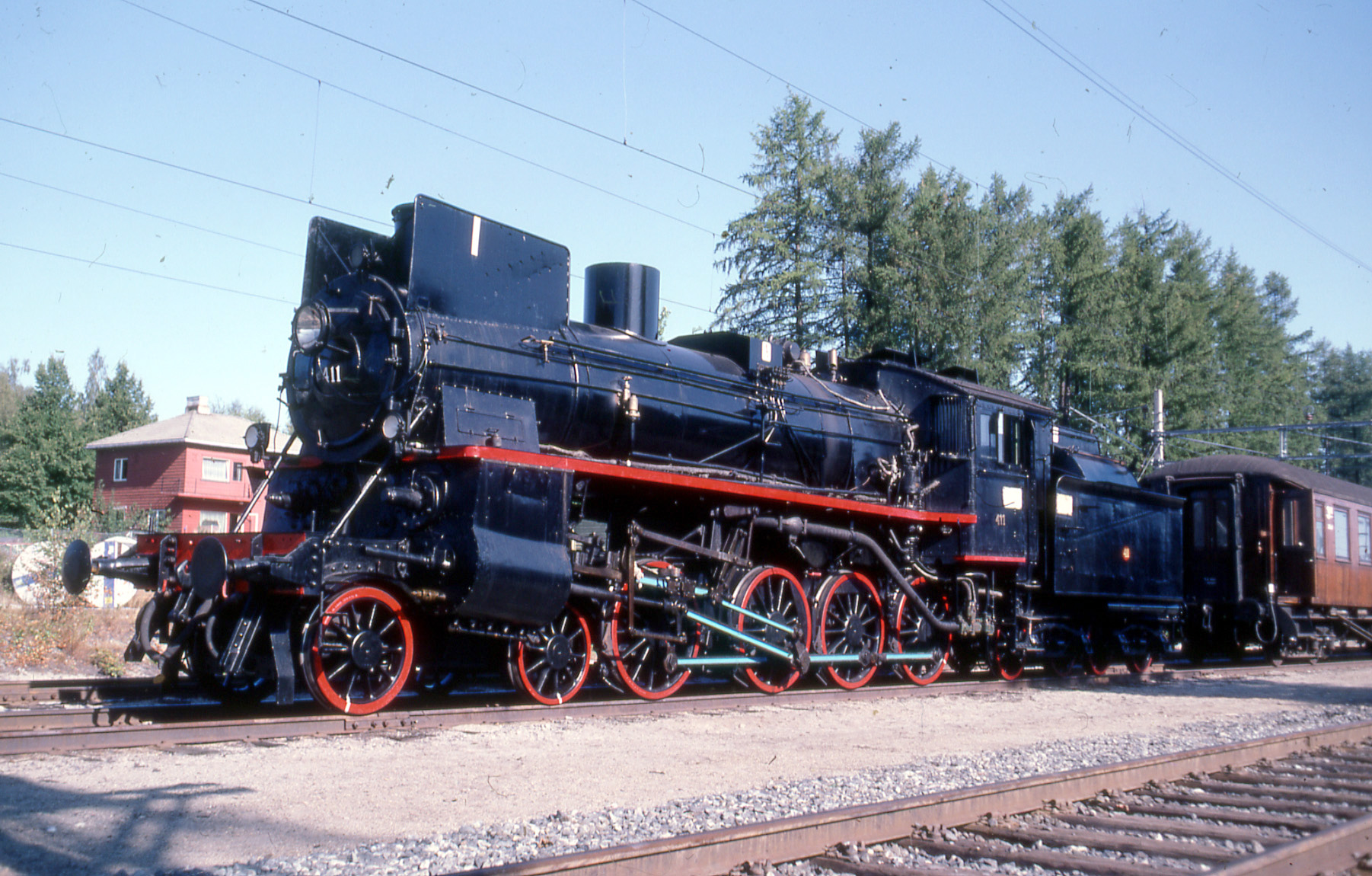
Museumslokomotive Nr. 411 der Type 26c im Jahr 1982

Die anspruchsvollen, durch gebirgiges Terrain führenden Hauptstrecken in Norwegen wie etwa die Bergensbane oder die Dovrebane stellten hohe Anforderungen an die Leistungsfähigkeit der eingesetzten Lokomotiven. Zur Vermeidung der bislang erforderlichen Vorspannlokomotiven für die Schnellzüge auf der Bergensbane beschafften die Norges Statsbahner (NSB) 1910 ihre ersten 2’D-Schlepptenderlokomotiven. Die Type 26 wurde von der Schweizerischen Lokomotiv- und Maschinenfabrik (SLM) entwickelt. Zunächst als Vierlings- und später als Verbundlokomotiven gebaut, zeigten sie sich sehr leistungsfähig und blieben bis zum Ende des Dampfbetriebs der NSB im Jahr 1970 im Dienst. Ab 1915 folgte die verstärkte Type 31, die ebenfalls bis zum Ende der Dampfzeit eingesetzt wurde.
- NSB Type 26, Baujahre 1910–1924, 22 Stück[Anmerkung 6]
- NSB Type 31, Baujahre 1915–1926, 27 Stück[Anmerkung 7]

### Schweden

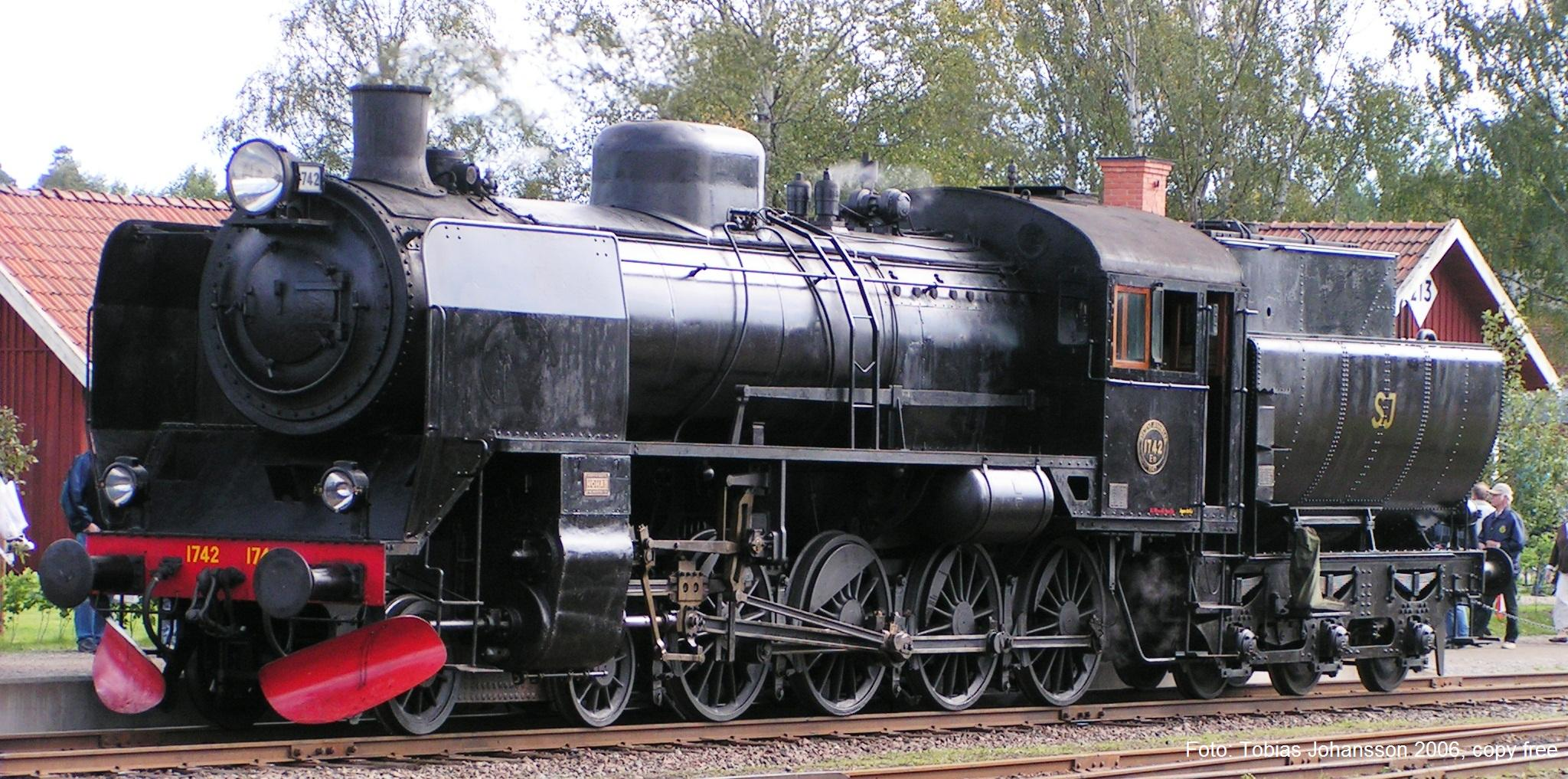
Museumslokomotive Nr. 1742 der Reihe E10 im Jahr 2006 in Gävle

Als erste schwedische Bahngesellschaft beschaffte die Privatbahn Halmstad–Nässjö Järnvägsaktiebolag (HNJ) ab 1931 beim einheimischen Hersteller Nydqvist och Holm (NoHAB) mit der Reihe Mb Schlepptenderlokomotiven mit der Achsfolge 2’D. 1945 gingen die Lokomotiven mit der Verstaatlichung der HNJ als Reihe E9 in den Besitz der Staatsbahn Statens Järnvägar (SJ) über und beeindruckten die dort Verantwortlichen mit ihrer Leistungsfähigkeit so sehr, dass die SJ mit der Reihe E10 weitere Mastodon-Lokomotiven für den schweren Güterverkehr beschafften. Beide Reihen blieben bis Anfang der 1970er Jahre in Schweden im Plandienst.
- HNJ Mb, Baujahre 1931–36, 6 Stück[Anmerkung 8]
- SJ E10, Baujahr 1947, 10 Stück

### Spanien

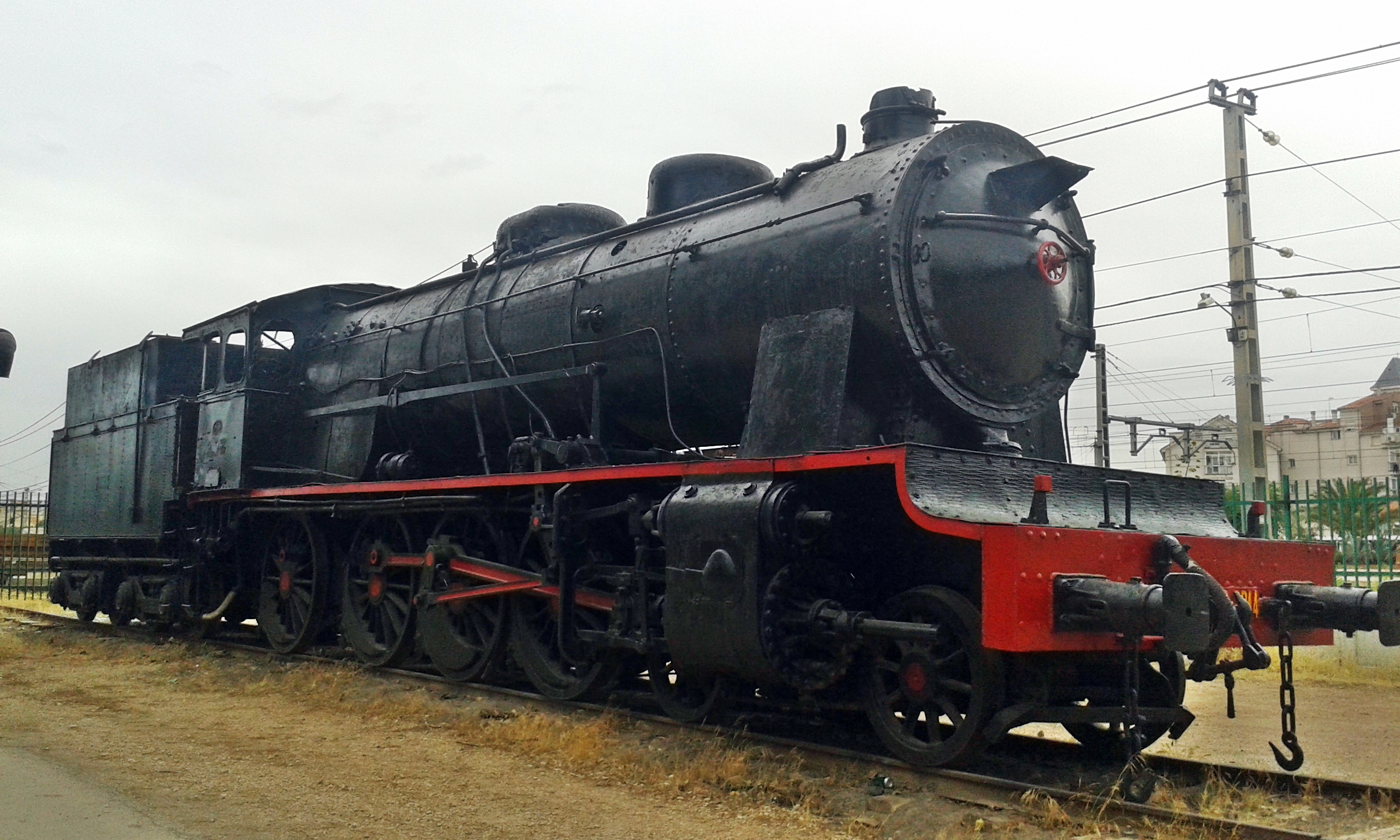
Museumslokomotive 240.2244 der ursprünglich von der MZA beschafften RENFE-Reihe 240.2241 in Alcázar de San Juan

Mit Abstand die meisten Lokomotiven dieser Achsfolge in Europa wurden in Spanien eingesetzt, wo die Achsfolge 2’D erstmals 1912 verwendet wurde. Die Compañía de los Ferrocarriles de Madrid a Zaragoza y Alicante (MZA), eine der großen spanischen Privatbahnen, erhielt in diesem Jahr 30 Exemplare der Reihe MZA 1100 von Henschel für den Einsatz im Güterverkehr. Mit diesen bis dahin größten beschafften Lokomotiven reagierte die MZA auf das Problem ständig steigender Zuglasten bei gleichzeitig begrenzten Achslasten. Die „Mastodontes“ erwiesen sich als sehr gut geeignet für die Streckenverhältnisse der MZA, die Gesellschaft beschaffte daher weitere Exemplare. In den Folgejahren stellte die MZA weitere Reihen mit dieser Achsfolge in den Dienst, darunter von Hanomag und ALCO gelieferte Exemplare in Verbundausführung. Mit der Reihe MZA 1400 beschaffte die MZA auch eine für den Personen- und Schnellzugdienst vorgesehene Variante mit größeren Kuppelrädern. Auch die anderen großen Privatbahnen, die Norte (Nordbahn),, die Ferrocarriles Andaluces (Andalusische Eisenbahnen) und die Central de Aragon, beschafften ab 1913 weitere Mastodon-Bauarten, ebenso die staatlichen Ferrocarriles del Oeste (Westbahn),. Die 1941 gegründete Staatsbahn RENFE, in der die großen Privatbahnen aufgegangen waren, setzte die Beschaffung von Lokomotiven dieser Achsfolge bis Anfang der 1950er Jahre fort. Die größte Stückzahl erreichte die ab 1935 erstmals durch die Ferrocarriles Andaluces beschaffte Reihe 4250, die auch von MZA und Oeste geordert wurde und durch die RENFE als Standard-Güterzuglokomotive weiter beschafft wurde, so dass die Reihe insgesamt 247 Exemplare umfasste. Weitere sechs Exemplare entstanden 1944 für die portugiesische Staatsbahn Caminhos de Ferro Portugueses (CP) als Reihe 831–836. Insgesamt entstanden 785 Mastodon-Lokomotiven für spanische Eisenbahngesellschaften. Viele der Maschinen blieben bis Ende der 1960er Jahre im Dienst, die letzten setzte die RENFE bis 1974 ein.
- MZA 1100, Baujahre 1912–21, 120 Stück[Anmerkung 9]
- MZA 1300, Baujahre 1913–14, 33 Stück[Anmerkung 10]
- Norte 4001, Baujahre 1913–1921, 45 Stück[Anmerkung 11]
- MZA 1400, Baujahre 1920–40, 185 Stück[Anmerkung 12]
- Andaluces 400, Baujahre 1921–1922, 50 Stück[Anmerkung 13]
- Oeste 830, Baujahre 1922–1931, 12 Stück[Anmerkung 14]
- Norte 4301, Baujahre 1923–1924, 16 Stück[Anmerkung 15]
- Andaluces 4200, Baujahre 1926–1943, 95 Stück[Anmerkung 16]
- Central de Aragón 71–74, Baujahr 1927, 4 Stück[Anmerkung 17]
- Oeste 1000, Baujahre 1932–1940, 38 Stück[Anmerkung 18]
- Andaluces 4250, Baujahre 1935–1953, 247 Stück[Anmerkung 19]

### Türkei

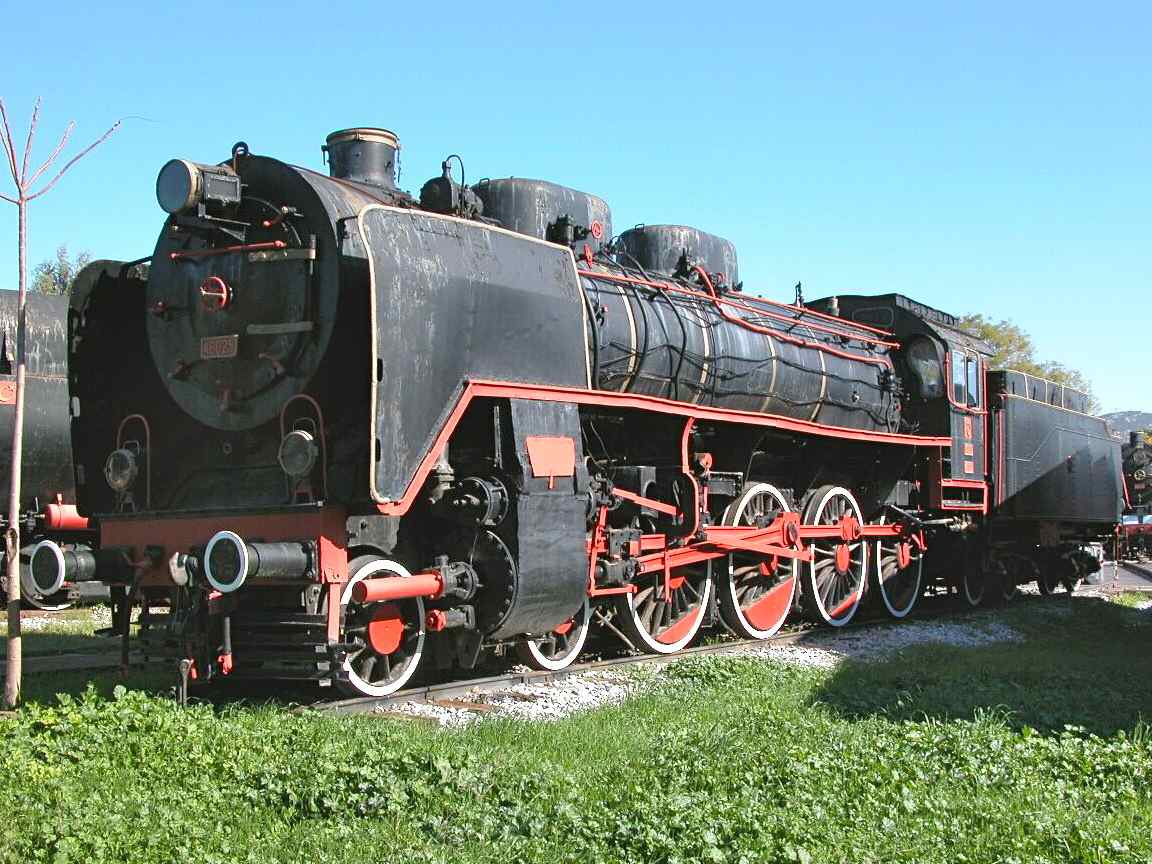
Lokomotive 46 025 im Eisenbahnmuseum Çamlık

Die ersten Lokomotivbeschaffungen der 1927 gegründeten Türkischen Staatsbahn (TCDD) orientierten sich an preußischen und deutschen Konstruktionen. Dazu gehörte auch eine leistungsfähige 2’D-Lokomotive für den Personen- und Schnellzugdienst, die im Prinzip einer um eine Kuppelachse ergänzten Preußischen P 8 entsprach. Die von deutschen Herstellern gelieferten Lokomotiven übernahmen in den ersten Jahren alle wichtigen Schnellzugleistungen zwischen Istanbul und Ankara, bis sie von schnelleren Lokomotiven abgelöst wurden. Erst mit dem Einsatz von Diesellokomotiven wanderten die Maschinen ab den 1960er Jahren in nachrangige Dienste ab, die letzten blieben bis Anfang der 1990er Jahre im Einsatz.
- TCDD 46 001–025, Baujahre 1927–1935, 25 Stück

### Ungarn

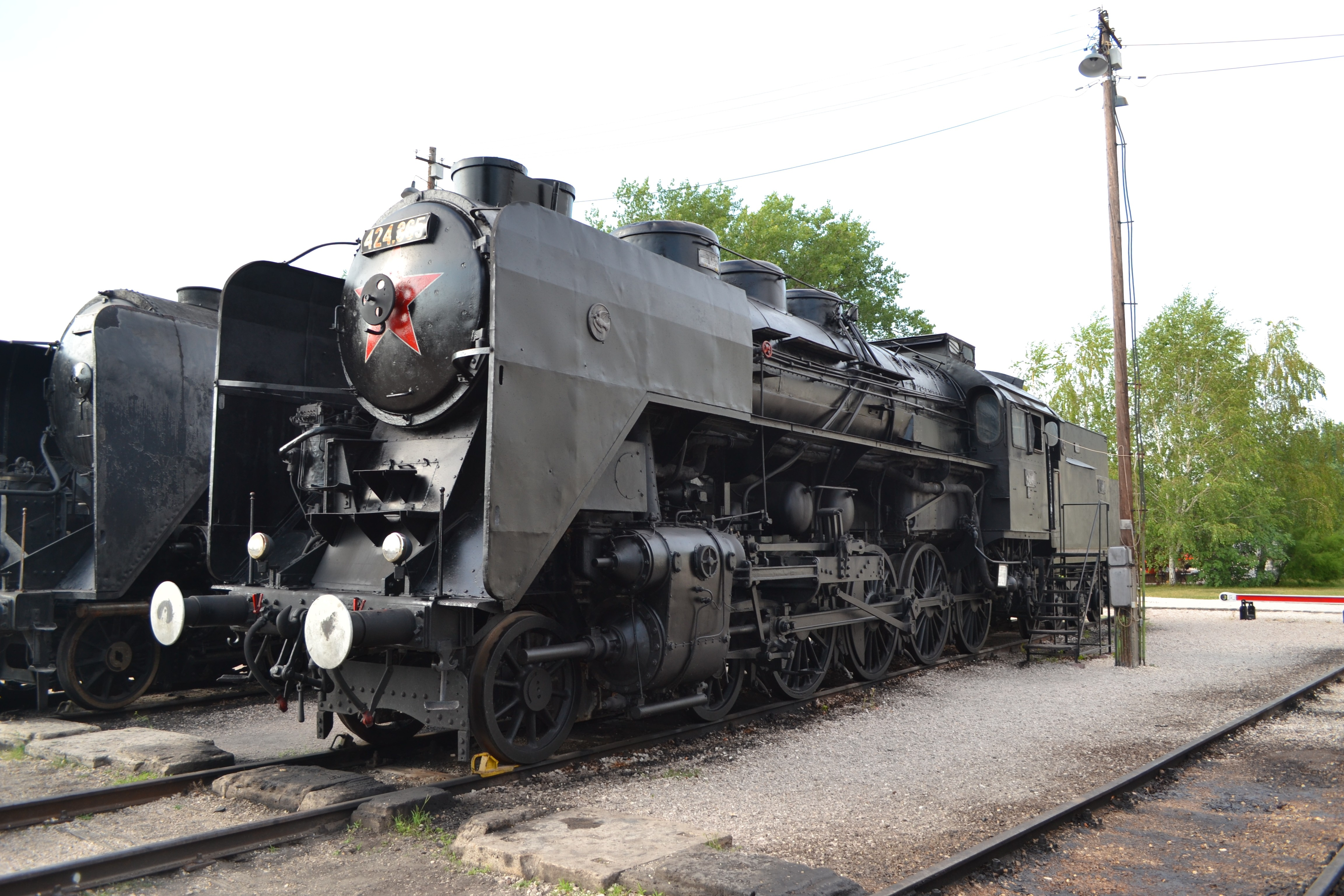
Museal erhaltenes Exemplar der Reihe 424 im Jahr 2013 im Bahnhistorischen Park Budapest

Eine sehr erfolgreiche Konstruktion war die einzige ungarische Mastodon-Lokomotive, die Reihe 424. Die über mehr als 30 Jahre beschaffte Reihe erwies sich für die ungarischen Betriebsverhältnisse als ideale Mehrzwecklokomotive, die fast alle Zugarten, vom Schnellzug bis zum Güterzug, bespannte. Der Hersteller MÁVAG war im Export ebenfalls erfolgreich, Maschinen wurden nach Jugoslawien, in die Slowakei, nach China und Nordkorea geliefert. Durch die Wirren des Zweiten Weltkriegs kamen zudem weitere ursprünglich ungarische Exemplare nach 1945 zur ČSD und in die Sowjetunion. Einige Exemplare wurden zeitweise bei der DR, der ÖBB und PKP eingesetzt. In Ungarn standen die letzten Exemplare bis 1986 im Einsatz.
- MÁV-Baureihe 424, Baujahre 1924–1958, 514 Stück[Anmerkung 20]